# Щербет (замороженный десерт)
Щербет (англ. Sherbet) — замороженный десерт, приготовленный из воды, сахара, молочных продуктов (таких как сливки или молоко) или ароматизаторов (таких как фруктовый сок, пюре, вино, ликёр, ваниль, шоколад или мята). Он похож на сорбет, который, в отличие от щербета, не содержит молочных продуктов.

## Этимология
Щербет происходит от персидского слова «шарбат» (sharbat), которое представляет собой ледяной фруктовый напиток.  Первоначально слово «шербет» использовалось для обозначения фруктового, безалкогольного напитка.

## Щербет в США
По некоторым американским рецептам, изданным в начале XX века, в щербет добавляли яичный белок или желатин, которые заменяли молочными продуктами, чтобы получить кремовую текстуру.
Журнал American Kitchen Magazine, изданный в 1902 году, отличает «водяной лёд» (англ. «water ice») от щербета, объясняя, что «щербет — водяной лёд, который часто замораживается быстрее, и куда часто добавляют яичный белок или желатин для придания кремовой консистенции» (англ. «sherbets are water ices frozen more rapidly, and egg white or gelatin is often added to give a creamy consistency»). В одном из рецептов ананасового щербета вместо молока может использоваться вода.
Согласно изданному в 1913 году журналу The American Produce Review, «щербет — замороженный продукт, изготовленный из воды или молока, яичных белков, сахара, лимонного сока и ароматизатора» (англ. «Sherbet is a frozen product made from water or milk, egg whites, sugar, lemon juice and flavoring material»). Основа была сделана из воды, сахара, яичных белков и лимонного сока.
Десерт стал популярен в США во время Второй мировой войны, так как он был сделан с использованием молока за недостатком сливок.
Коммерчески производимый щербет в США определяется в Своде федеральных нормативных актов (англ. Code of Federal Regulations) как замороженный продукт, содержащий один или несколько необязательных молочных продуктов. Сорбет, напротив, готовится из подслащённой воды и без молочных продуктов, подобно итальянскому льду. Обычно щербет изготавливается из настоящих фруктов.
Один из самых популярных вкусов — радужный щербет (англ. rainbow sherbet), обычно сочетает в себе три вкуса, каждый из которых имеет свой цвет.

## Щербет в Канаде
В Канаде щербет определяется как «замороженный продукт, кроме мороженого или ледяного молока, изготовленный из молочного продукта» (англ. «frozen food, other than ice cream or ice milk, made from a milk product»). Типичный канадский щербет может содержать воду, подсластитель, фрукты или соки, лимонную или винную кислоту, ароматизатор, пищевой краситель, секвестрирующие агенты (вещества) и лактозу.